# Daniel Coonan
Daniel Joseph Coonan es un actor británico, conocido por haber interpretado a Carl White en la serie EastEnders.

## Biografía
Daniel se entrenó en la escuela London Academy of Music and Dramatic Art "LAMDA".

## Carrera
En 2002 apareció por primera vez en la serie policíaca The Bill, donde interpretó a Ian Kendal durante el episodio # 024; apareció de nuevo en la serie en 2004 interpretando a James Cronin en el episodio # 252. Su última aparición en la serie fue en 2010, cuando interpretó a Alan Cooper en el episodio "Time Bomb".
En 2011 apareció como invitado en dos episodios de la serie médica Doctors, donde interpretó a Mick Kinnear. En 2013 se unió al elenco de la miniserie británica Mayday, donde interpretó al oficial de la policía Simmons. El 29 de junio del mismo año, se unió al elenco principal de la popular serie británica EastEnders, donde interpretó al exconvicto Carl White hasta el 1 de enero de 2014. Anteriormente había aparecido por primera vez en la serie el 1 de febrero de 2011, cuando interpretó a David Priors en tres episodios hasta el 24 de febrero del mismo año. En 2016 se unió al elenco recurrente de la miniserie Harley and the Davidsons, donde interpretó a William "Big Bill" Davidson, el gerente y uno de los cofundadores de la famosa fábrica de motos "Harley-Davidson".

## Filmografía

### Series de televisión
| Año         | Título                                | Personaje                   | Notas                                    |
| ----------- | ------------------------------------- | --------------------------- | ---------------------------------------- |
| 2016        | Harley and the Davidsons              | William "Big Bill" Davidson | 3 episodios - miniserie                  |
| 2013 - 2014 | EastEnders                            | Carl White                  | 65 episodios                             |
| 2013        | Law & Order: UK                       | Daniel Haleton              | episodio "Tracks"                        |
| 2013        | Mayday                                | Oficial Simmons             | 5 episodios - miniserie                  |
| 2013        | Dancing on the Edge                   | Oficial de la Policía       | episodio # 1.1                           |
| 2013        | Silent Witness                        | Simon Marshall              | 2 episodios                              |
| 2012        | Inside Men                            | Kevin                       | 2 episodios                              |
| 2011        | Doctors                               | Mick Kennear                | 2 episodios                              |
| 2010        | The Bill                              | Alan Cooper                 | episodio "Time Bomb"                     |
| 2009        | FM                                    | Joe                         | episodio "Last Night a DJ Saved My Life" |
| 2005        | Sugar Rush                            | David                       | 2 episodios                              |
| 2005        | Life Isn't All Ha Ha Hee Hee          | Dean                        | -                                        |
| 2004        | Casualty                              | Alec Facer                  | episodio "Lock Down"                     |
| 2003        | Seven Wonders of the Industrial World | Philippe Buñau-Varilla      | episodio "The Panama Canal"              |

### Películas
| Año  | Título                       | Personaje             | Notas                                                                                         |
| ---- | ---------------------------- | --------------------- | --------------------------------------------------------------------------------------------- |
| 2007 | Recovery                     | Electricista          | junto a David Tennant, Sarah Parish, Harry Treadaway, Jay Simpson & Jim Carter                |
| 2006 | The Marchioness Disaster     | Simon Hook            | junto a Robert Daws, Alex McGettigan, Peter Lorenzelli & Barbara Flynn                        |
| 2004 | Ripper 2: Letter from Within | Grant Jessup          | junto a Erin Karpluk, Nicholas Irons, Mhairi Morrison & Jane Peachey                          |
| 2002 | Poles Apart                  | Oficial de la Policía | junto a Lisa Reygate, Sacha Tarter, Polly Moore & Toby White                                  |
| 2001 | Beginner's Luck              | Raymond               | junto a Julie Delpy, Steven Berkoff, Christopher Cazenove, Jean-Yves Berteloot & James Callis |
| 2000 | Britannic                    | Seamus                | junto a Jacqueline Bisset, John Rhys-Davies & Bruce Payne                                     |

### Presentador
| Año  | Título         | Notas                                      |
| ---- | -------------- | ------------------------------------------ |
| 2010 | Ancient Aliens | episodio "Closer Encounters" - presentador |

### Teatro
| Año         | Título                   | Personaje           | Director (a)   | Teatro                 | Notas                                                     |
| ----------- | ------------------------ | ------------------- | -------------- | ---------------------- | --------------------------------------------------------- |
| 2011        | Ecstasy                  | Roy                 | Mike Leigh     | Hampstead Theatre      | junto a Claire-Louise Cordwell & Sian Brooke              |
| 2008        | The Woman in Black       | -                   | Robin Herford  | Fortune Theatre        | junto a Paul Chapman                                      |
| 2000        | Stop Kiss                | -                   | Abigail Morris | Soho Theatre           | junto a Georgina MacKenzie                                |
| 1999        | Scenes from an Execution | -                   | Howard Barker  | -                      | junto a Kathryn Hunter, Ian Pepperell & Alan Perrin       |
| 1997 - 1998 | Peter Pan                | Slightly            | John Caird     | Royal National Theatre | junto a Ian McKellen, Jenny Agutter & Anthony Venditti    |
| 1997        | King Lear                | Mensajero de Albany | Richard Eyre   | Royal Court Theatre    | junto a Paul Rhys, Ian Holm, Anne-Marie Duff & David Lyon |
| -           | Storming                 | -                   | -              | Royal Court Theatre    | -                                                         |
| -           | He Stumbled              | -                   | Howard Barker  | Almeida Theatre        | -                                                         |
| -           | The Way of the World     | -                   | Selina Cadell  | Northampton Theatre    | -                                                         |